# Dobroplodno, Varna
Dobroplodno (în bulgară Доброплодно) este un sat în comuna Vetrino, regiunea Varna,  Bulgaria. 

## Demografie
Componența etnică a satului Dobroplodno
     Romi (6,2%)
     Turci (29,27%)
     Bulgari (44,96%)
     Nicio identificare (19,2%)
     Altele (0,35%)
La recensământul din 2011, populația satului Dobroplodno era de 854 locuitori. Nu există o etnie majoritară, locuitorii fiind bulgari (44,96%), turci (29,27%) și romi (6,2%). Pentru 19,2% din locuitori nu este cunoscută apartenența etnică.